# Ogród zoologiczny w Jekaterynburgu

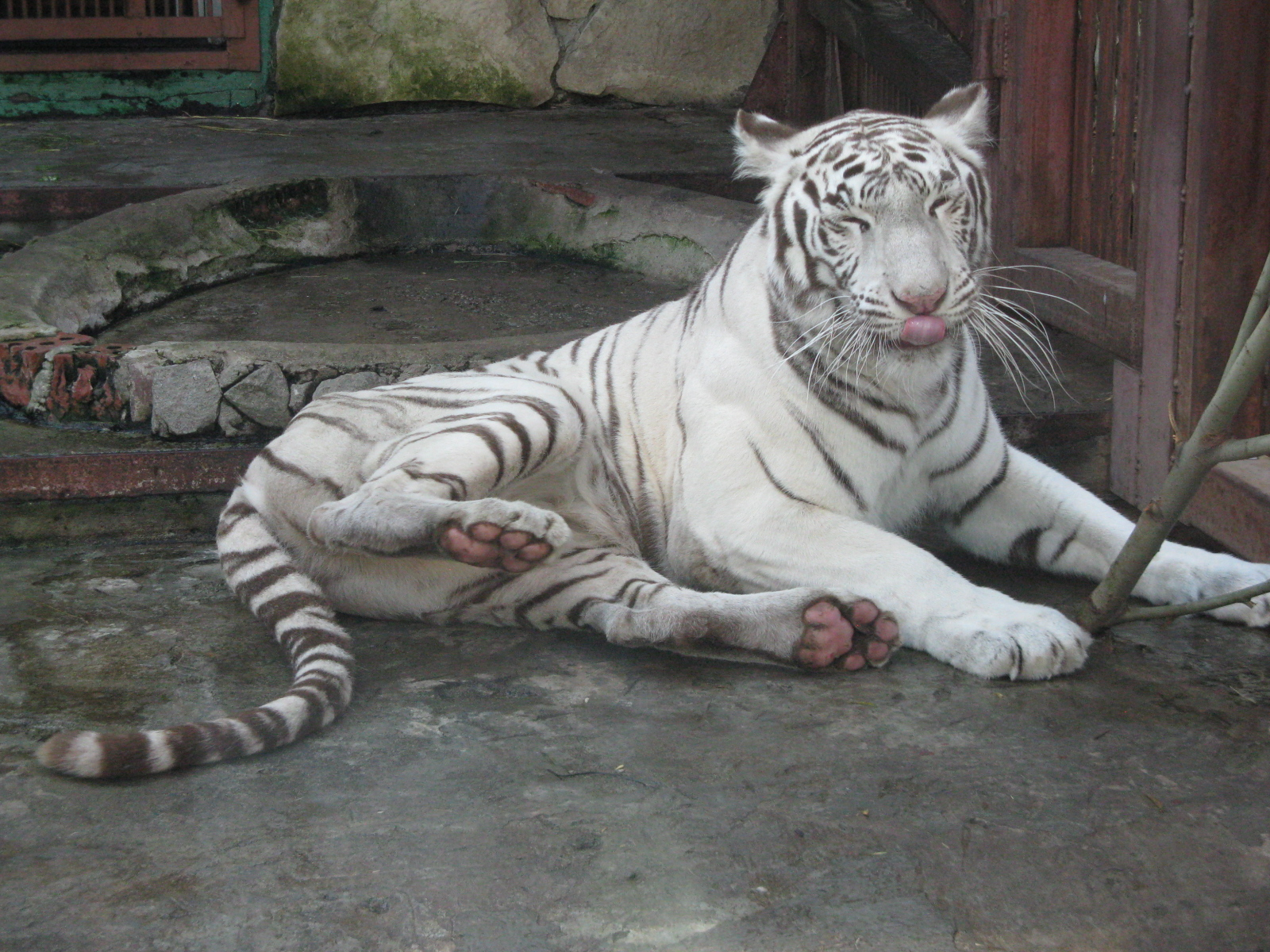
Biały tygrys w Jekaterynburskim zoo

Ogród zoologiczny w Jekaterynburgu (ros: Екатеринбургский зоопарк) – ogród zoologiczny o powierzchni 2,5 hektara, założony w 1930 roku w Jekaterynburgu. Pierwsze zoo powstałe na Uralu i w azjatyckiej części Rosji.

## Historia
Pierwsze pomysły zlokalizowania ogrodu zoologicznego w Jekaterynburgu pojawiają się na początku XX wieku. W 1912 roku rozważano różne lokalizacje pod umiejscowienie małej placówki, m.in. w okolicach Pałacu Rastorgujewa-Charitonowa, ale Jekaterynburska Rada Miejska nie okazała większego zainteresowania tym projektem. Realizację kolejnych pomysłów przerwał wybuch I wojny światowej, a następnie zamieszanie rewolucyjne w Rosji jakie rozpoczęło się w 1917 roku oraz wojna domowa. W 1926 roku sowieckie władze Swierdłowska podjęły decyzję, że w ramach budowania nowego społeczeństwa, a także dla szerzenia wiedzy na temat zwierząt i środowiska, uralska metropolia powinna zainwestować we własny ogród zoologiczny, zwłaszcza że placówki takie były otwierane, lub planowano ich otwarcie, m.in. w Kazaniu, Rostowie czy w Tbilisi. Na miejsce lokalizacji zoo wybrano cmentarz położony w okolicy zamkniętej w 1930 roku cerkwi Podwyższenia Krzyża Pańskiego. Prace rozpoczęły się tam późną jesienią 1927 roku, a już w 1929 roku nie było śladu po grobach i dawnych monumentach. Zoo zostało oficjalnie otwarte 10 maja 1930 roku. Na pierwszą kolekcję składał się m.in. zbiór egzotycznych ptaków oraz brunatne i białe niedźwiedzie. Łącznie liczyła ona około 60 zwierząt.
Wybiegi i klatki dla zwierząt, które zostały zamontowane prowizorycznie, jedynie na jakiś czas, przetrwać miały prawie sześćdziesiąt lat. W 1934 roku zakupiono krokodyla nilowego o imieniu Kołja, który przez dekady był atrakcją ogrodu zoologicznego (zdechł w 1995 roku). W specjalistycznym zakładzie przeprowadzono autopsję gada i eksperci ustalili, że w momencie zgonu miał on około 110–115 lat. W latach trzydziestych jednym z najcenniejszym okazów był tygrys syberyjski, a rocznie zoo odwiedzało 130 tysięcy ludzi. W 1937 roku, w czasie trwania Wielkiego Terroru, rozstrzelano pierwszego dyrektora ogrodu, Aleksandra Lebiediewa. Tragedią dla Swierdłowskiego Zoo był atak Niemiec na ZSRR w 1941 roku – spadły wpływy z biletów, brakowało pieniędzy na karmę dla zwierząt, do miasta ewakuowano zakłady przemysłowe z zachodu kraju, a wysiłek władz był nastawiony na wojnę, a nie opiekę nad zwierzętami. Spowodowało to, że wiele zwierząt nie przetrwało ciężkiego czasu wojny – z 628 osobników przeżyło jedynie 140. 
Powolna odbudowa zaczęła się po 1945 roku. Był to okres, gdy badacze zatrudnieni w zoo eksperymentowali z próbami krzyżowania gatunków, m.in. różnych rodzajów psów i wilków, szakali z dingo czy zebry z kucem. Prowadzono także badania nad odpornością zwierząt na temperatury, okazało się, że lwy przy odpowiedniej diecie mogą przetrzymać nawet temperaturę –40 stopni Celsjusza. Zwierzęta przechowywano w bardzo złych warunkach. Część budynków nie była przystosowana do tego typu działalności, inne nie były remontowane od lat. Jeszcze w 1947 zaprojektowano zupełnie nowe zoo, nowoczesne jak na owe czasy; plan zyskał aprobatę Sowieckiego Ministerstwa Kultury (architekci i planiści otrzymali nawet nagrody za swoją pracę), ale, jak się wkrótce okazało, na budowę nowego zoo nie znaleziono żadnych środków. Fundusze, w kwocie 3 milionów rubli, pojawiły się dopiero w 1959 roku, co pozwoliło na przeprowadzenie w latach 1960–1965 gruntownego remontu i unowocześnienia Swierdłowskiego Ogrodu Zoologicznego.
W 1996 roku rozpoczęto kolejną rekonstrukcję zoo, już w nowych warunkach postsowieckiej Rosji. Odnowiono i powiększono wybiegi, wymieniono klatki i sprzęt techniczny, postawiono nowe pawilony, co pozwoliło na sprowadzenie nowych okazów, m.in. lemurów, tamaryn, galago. Postawiono także akwarium dla egzotycznych ryb. Po 2006 i 2007 roku do ogrodu zoologicznego zawitały białe tygrysy, które stały się jedną z największych atrakcji. Jekaterynburskie zoo rozpoczęło także współpracę z innymi ogrodami zoologicznymi, zarówno w Rosji jak i na świecie. W 2003 roku z Czech sprowadzono pierwsze w Rosji okazy fossy. W 2007 roku pojawiły się w zoo pierwsze słonie, a w 2008 roku szympansy oraz gibon.

## Zoo obecnie

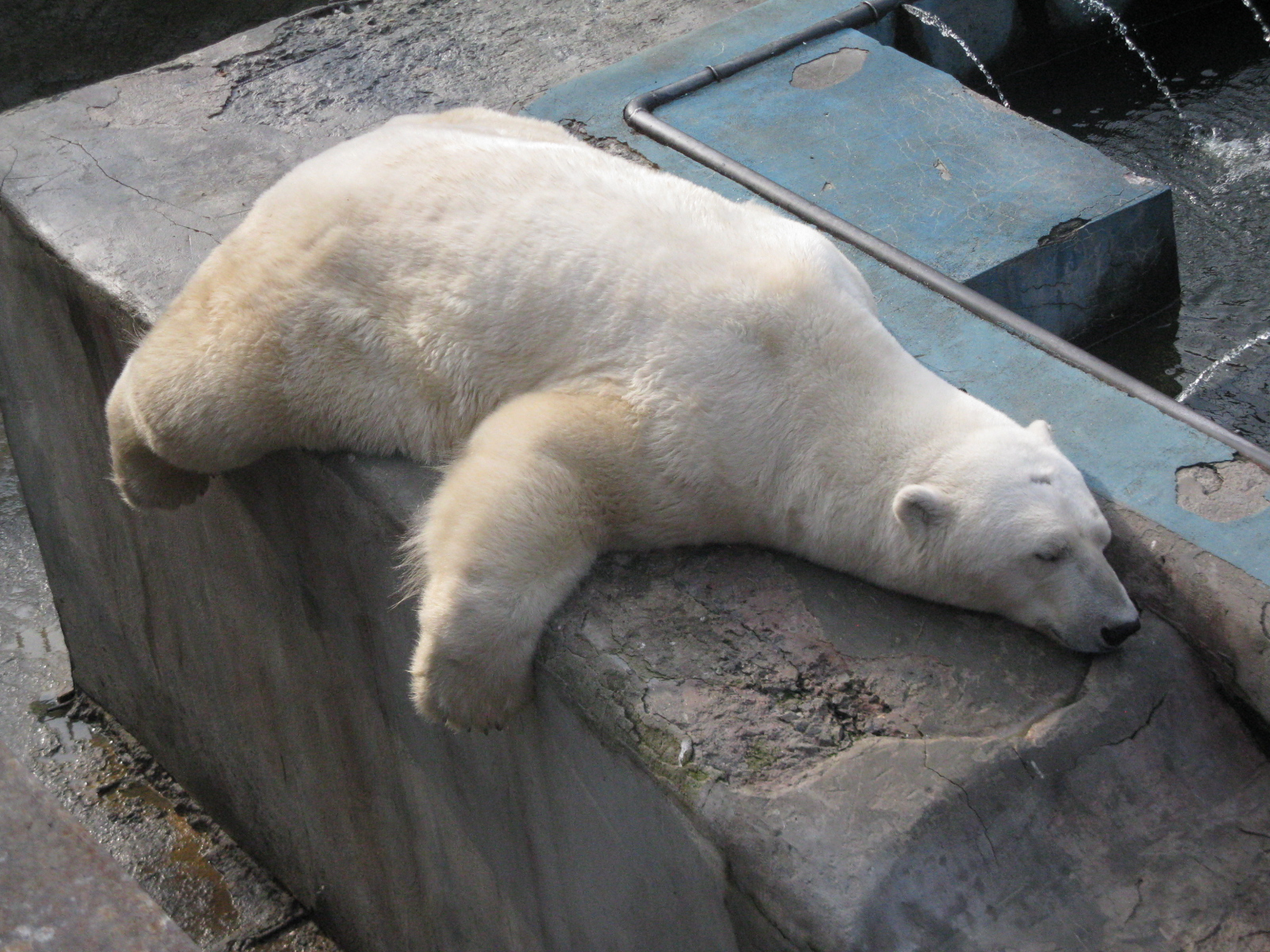
Biały niedźwiedź w Jekaterynburskim zoo

Jekaterynburski Ogród Zoologiczny jest najstarszą tego typu placówką na Uralu i pierwszą jaka powstała w azjatyckiej części Rosji. Jest jednym z najmniejszych ogrodów zoologicznych w kraju, zajmując powierzchnię 2,5 hektara. Położone jest w centrum miasta, na terenie rejonu oktiabrskiego. Rocznie odwiedza je około pół miliona zwiedzających. Zoo prowadzi działalność edukacyjną i kulturalną. Dla dzieci organizowane są festiwale, konkursy oraz pokazy. Nawiązano współpracę ze szkołami podstawowymi i średnimi w mieście, a także instytutami szkolnictwa wyższego. Zoo dysponuje pięcioma pawilonami dla zwierząt przystosowanych do życia w wysokich temperaturach, m.in. dla egzotycznych ptaków, różnych małp oraz dla słoni. Na terenie ogrodu żyje ponad 70 gatunków, w tym: białe tygrysy, lamparty amurskie, makaki, krokodyl kubański i pyton tygrysi. 
Jako jedyny ogród zoologiczny w Rosji posiada następujące okazy:
- Fossa
- Hydrosaurus
- Mrównik
- Żółw mułowy
- Ibis czczony[4]

Od późnych lat osiemdziesiątych i dziewięćdziesiątych postuluje się, by przenieść ogród zoologiczny w dogodniejsze miejsce, bowiem obecne zoo jest zbyt małe i nie ma żadnych możliwości rozwoju. W latach dziewięćdziesiątych pojawił się pomysł rozprowadzenia swego rodzaju "cegiełek" na budowę nowego zoo – gdyby każdy mieszkaniec Jekaterynburga przekazał choć jednego rubla, to uzbierana kwota przekroczyłaby milion rubli (Jekaterynburg liczy około 1,3 miliona mieszkańców), co pozwoliłoby na budowę nowego ośrodka na obrzeżach miasta. Pomysły te nie zostały jednak zrealizowane. W marcu 2012 roku władze ogłosiły, że w najbliższych latach nie zanosi się na wyprowadzkę zoo z centrum miasta. 12 czerwca 2012 roku rosyjski premier Dmitrij Miedwiediew zapowiedział, że istnieje możliwość przekazania odpowiednich gruntów pod budowę nowego ogrodu zoologicznego w uralskiej metropolii, ale jest jeszcze zbyt wcześnie, by podać jakiekolwiek szczegóły. 
Ogród zoologiczny w Jekaterynburgu jest w miesiącach letnich otwarty codziennie od 10:00 do 19:00, a w weekendy od 10:00 do 20:00. Wiosną, jesienią i zimą godziny otwarcia ulegają zmianie na od 10:00 do 18:00.